# قائمة مدن بنسلفانيا
هذه قائمة بـ 57 مدينة في بنسلفانيا في الولايات المتحدة.

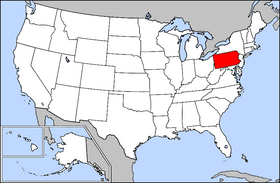
موقع بنسلفانيا في الولايات المتحدة

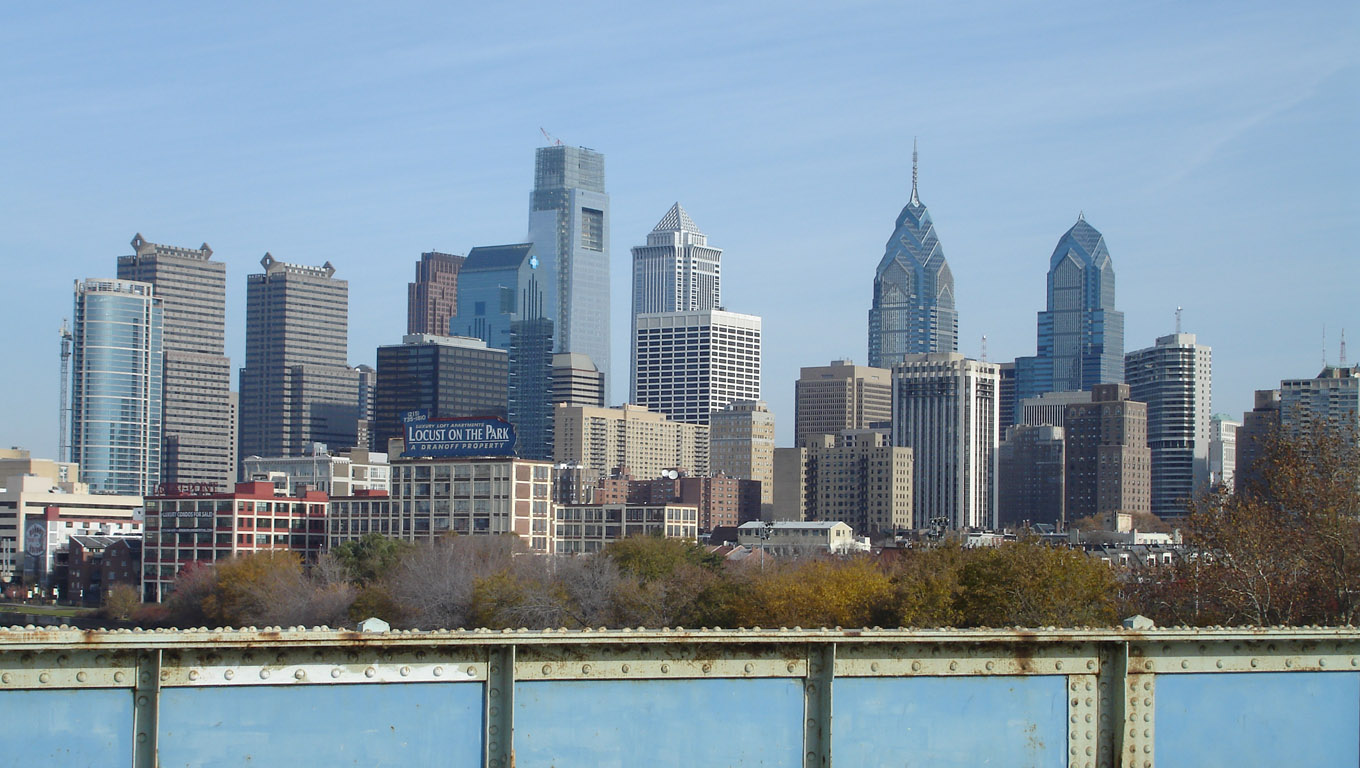
فيلادلفيا (بنسلفانيا), أكبر مدينة في بنسلفانيا

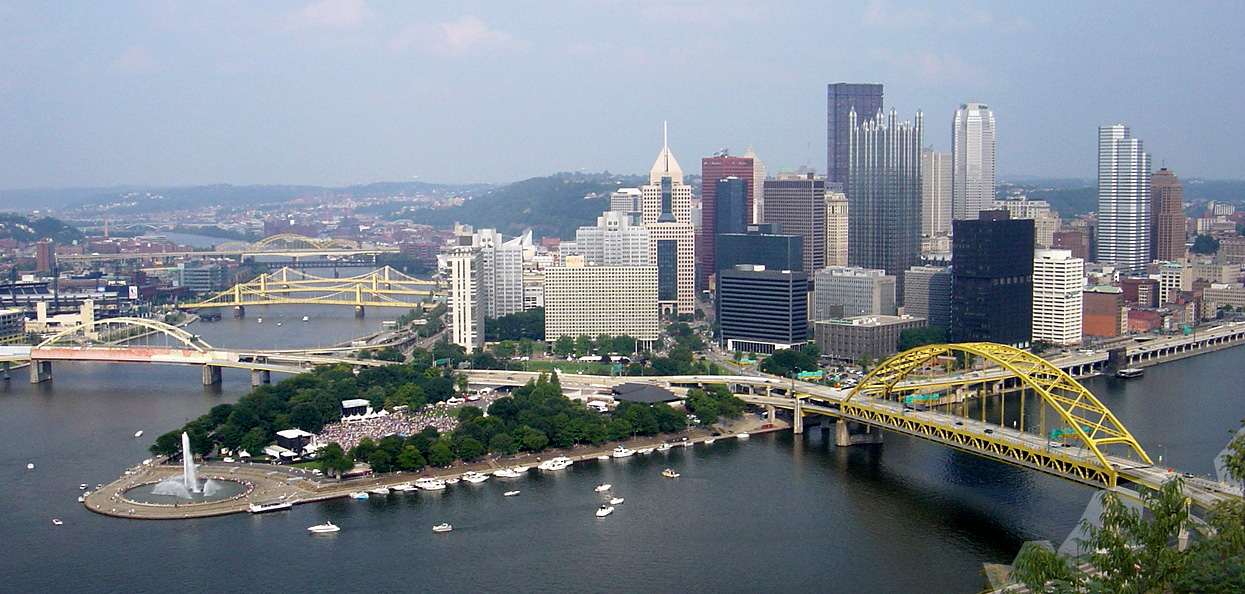
بيتسبرغ (بنسلفانيا)

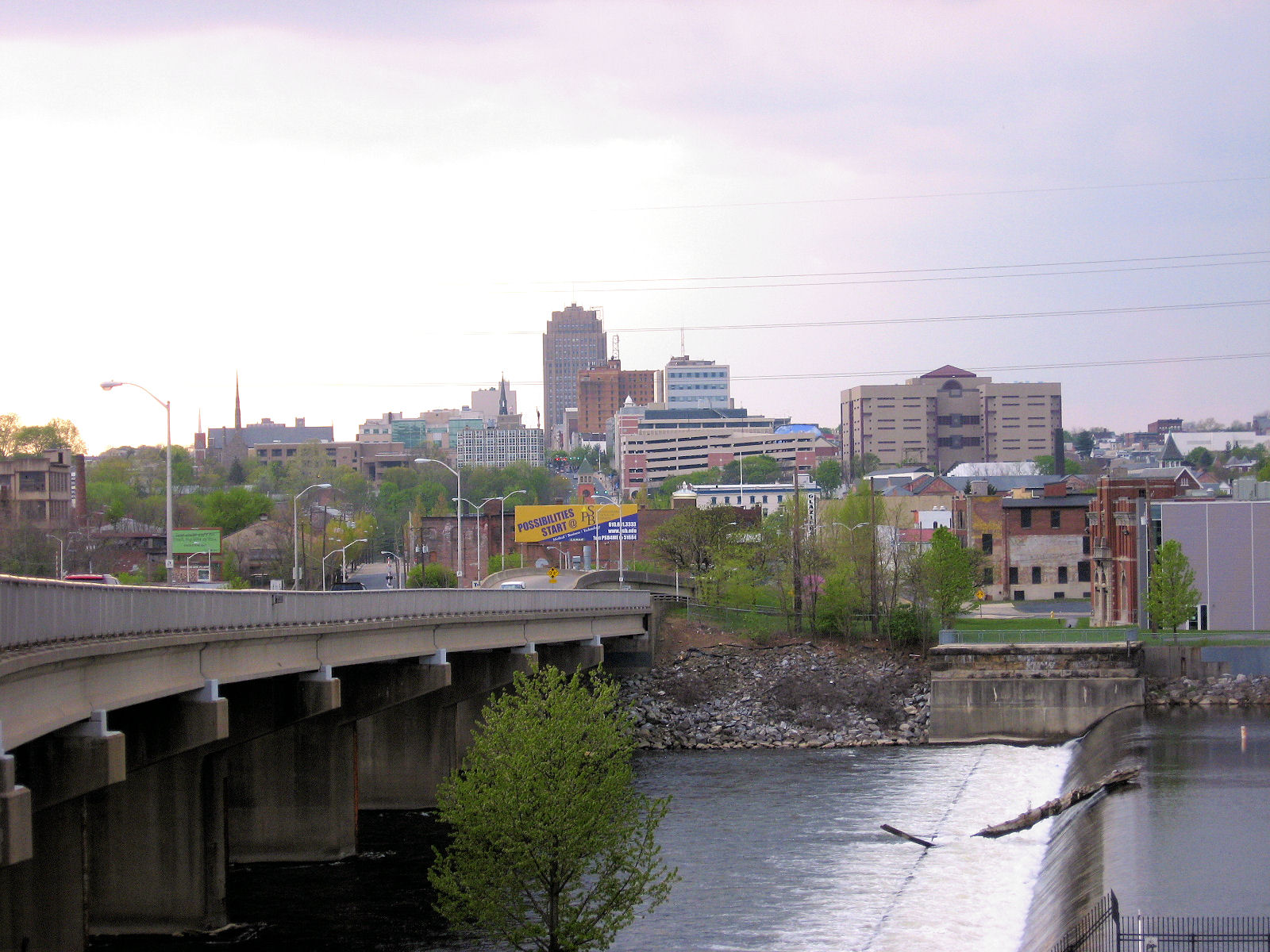
ألينتاون (بنسلفانيا)

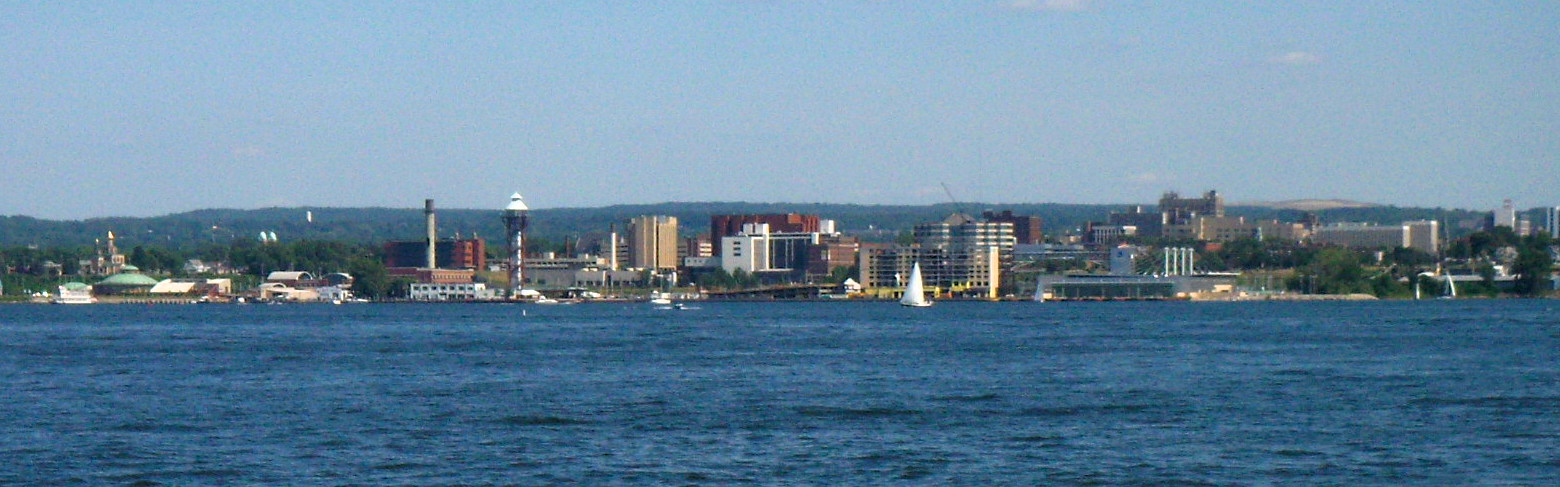
إيري (بنسلفانيا)

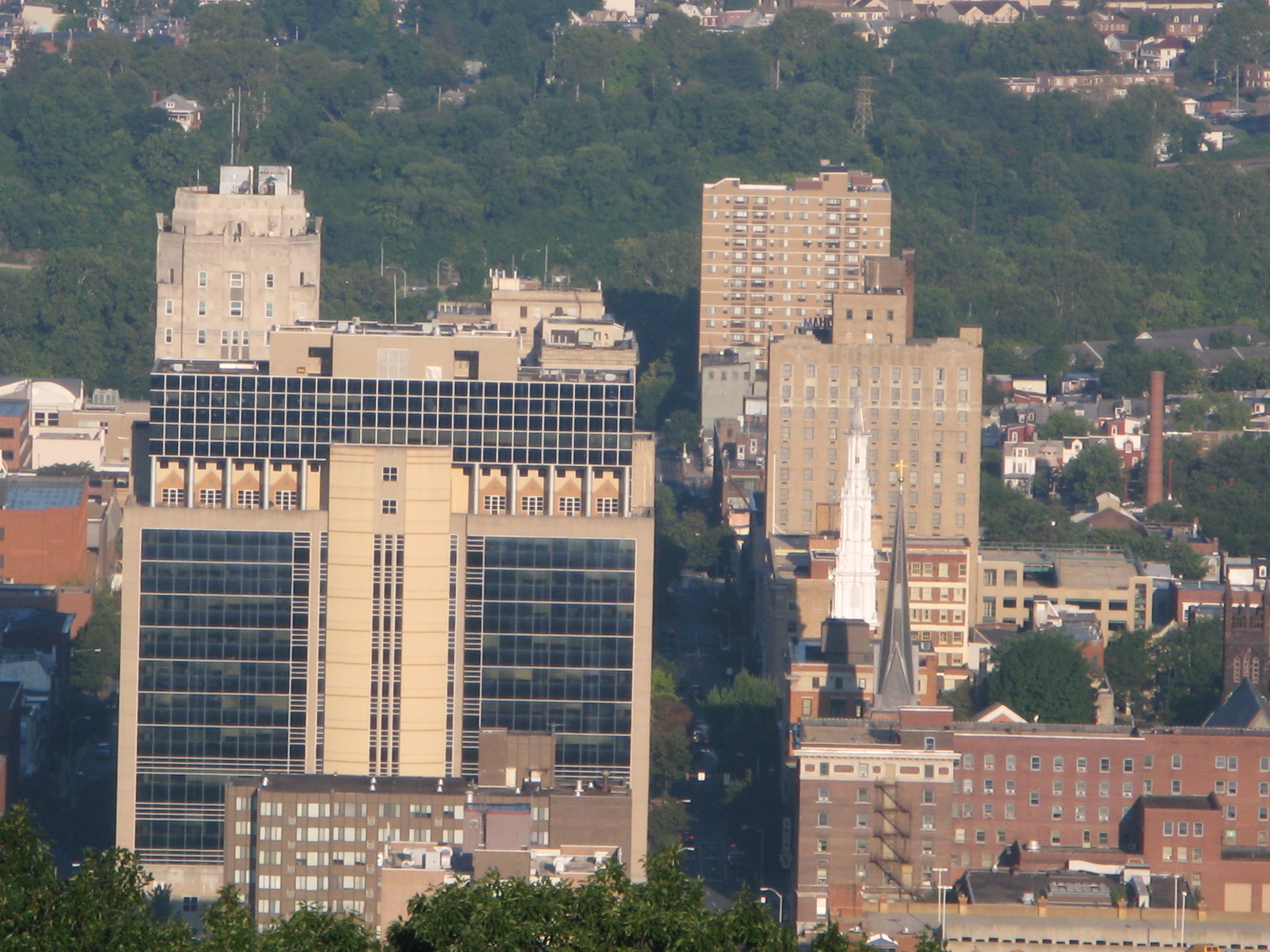
ريدينغ (بنسلفانيا)

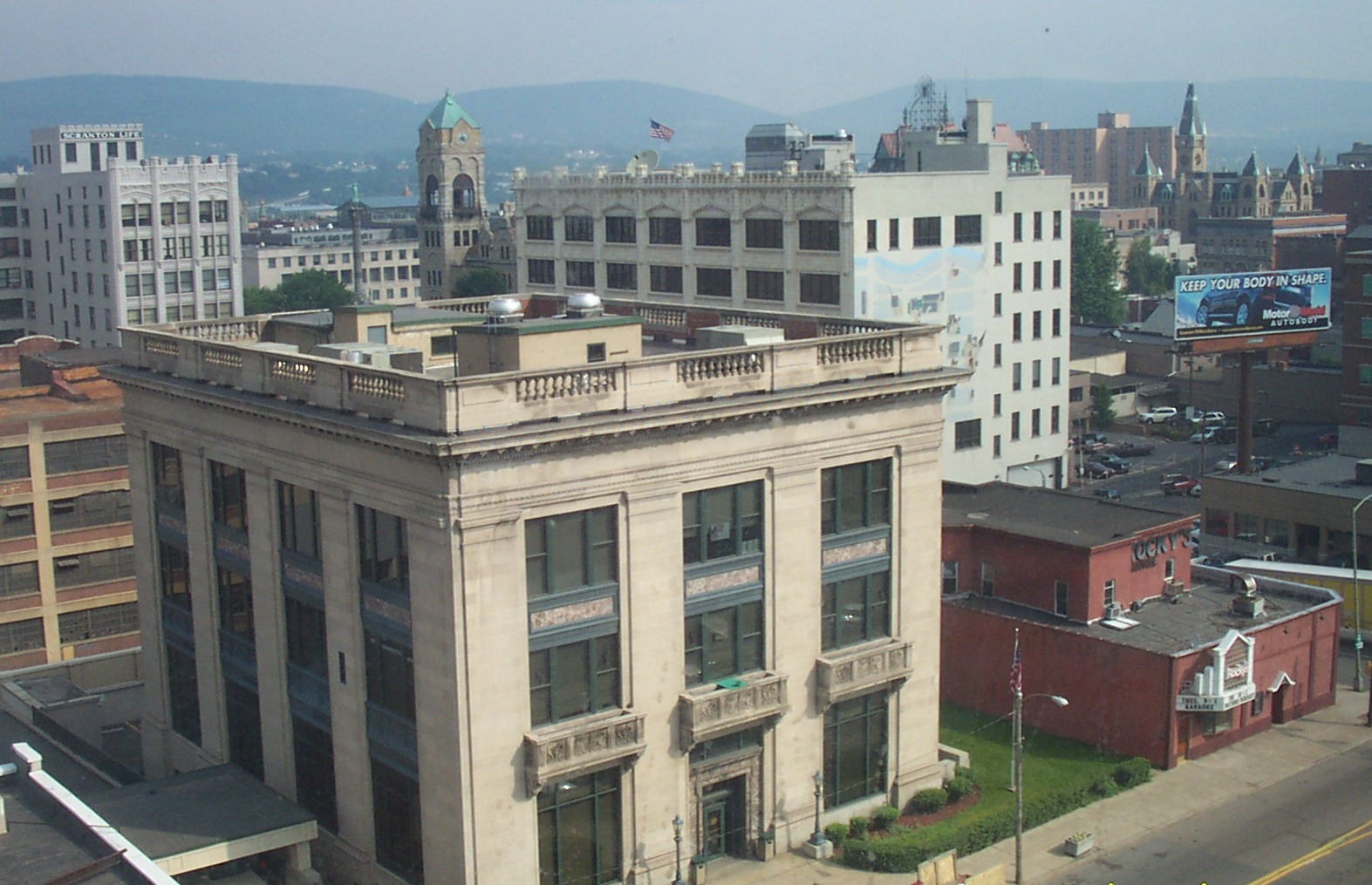
سكرانتون (بنسلفانيا)

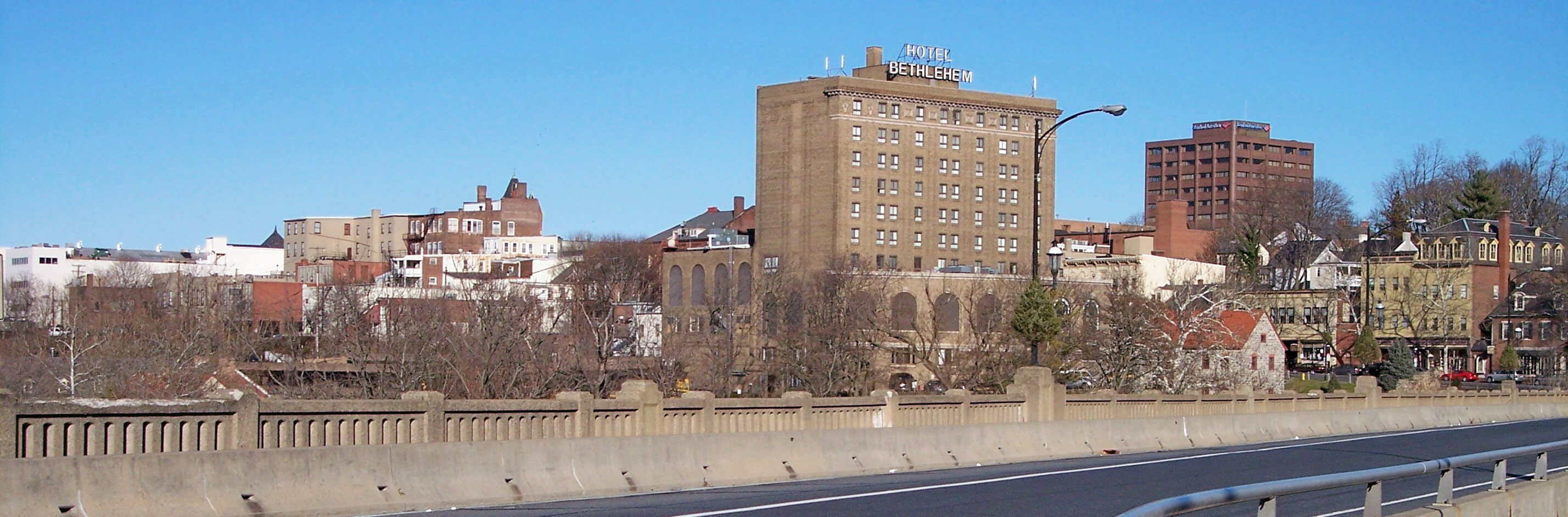
بيت لحم (بنسلفانيا)

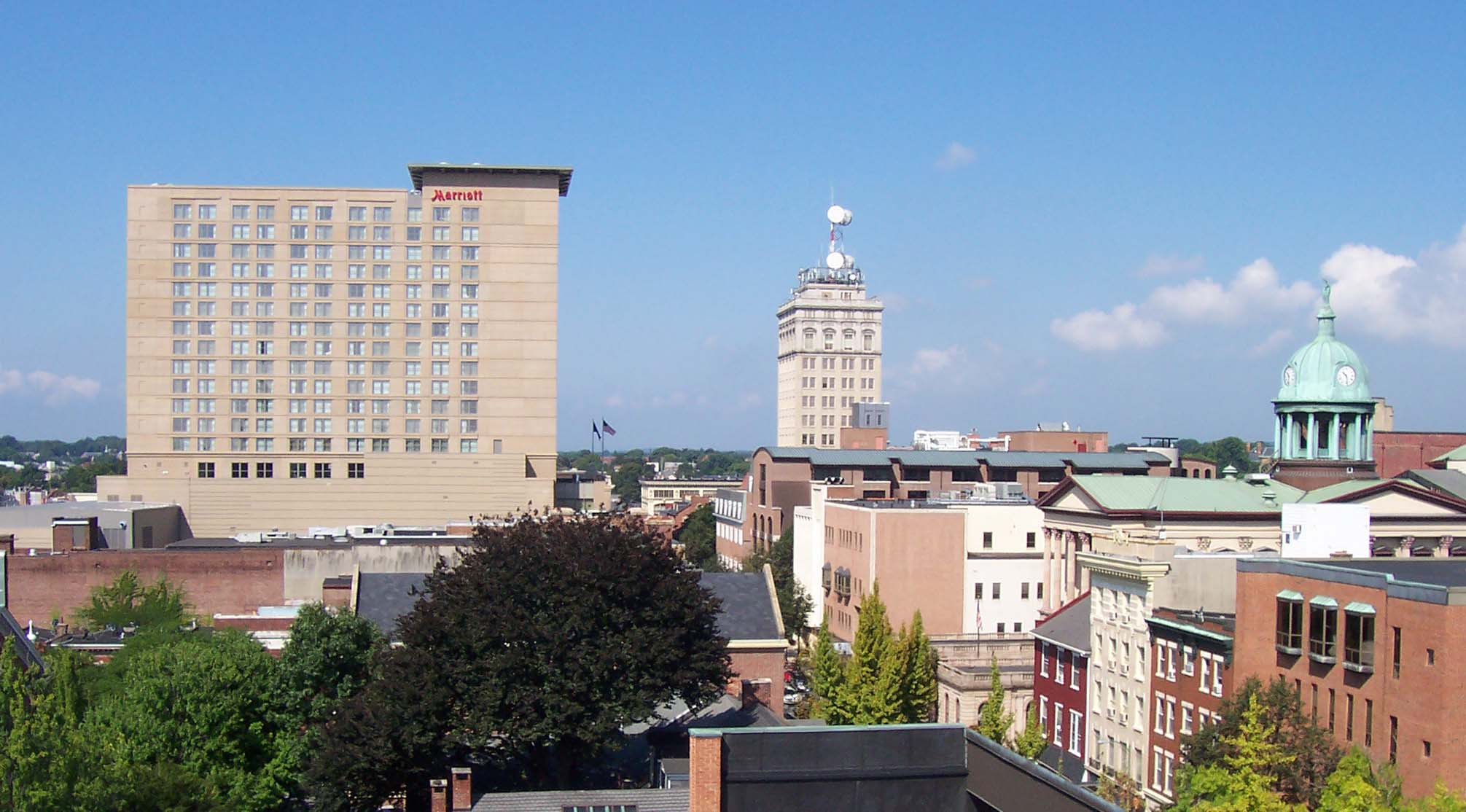
لانكستر

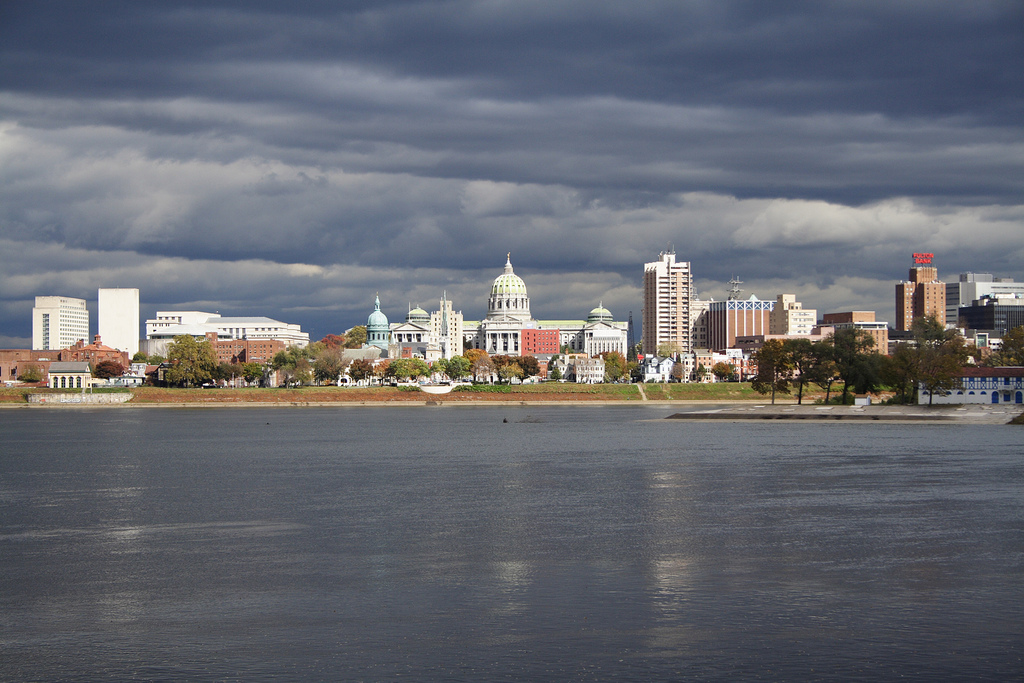
هاريسبرج (بنسلفانيا), عاصمة بنسلفانيا

|                           | مقاطعة (الولايات المتحدة)                                 | تعداد السكان(2010) | Incorporation date as city |
| ------------------------- | --------------------------------------------------------- | ------------------ | -------------------------- |
| أليكويبا (بنسلفانيا)      | مقاطعة بيفر (بنسلفانيا)                                   | 9,438              | 1987                       |
| ألينتاون (بنسلفانيا)      | مقاطعة ليهاي (بنسلفانيا)                                  | 118,032            | 1867                       |
| ألتونا (بنسلفانيا)        | مقاطعة بلير (بنسلفانيا)                                   | 46,320             | 1868                       |
| أرنولد (بنسلفانيا)        | مقاطعة ويستمورلاند (بنسلفانيا)                            | 5,157              | 1939                       |
| بيفير فولز (بنسلفانيا)    | مقاطعة بيفر (بنسلفانيا)                                   | 8,987              | 1928                       |
| بيت لحم (بنسلفانيا)       | مقاطعة ليهاي (بنسلفانيا) و مقاطعة نورثهامبتون (بنسلفانيا) | 74,982             | 1917                       |
| برادفورد (بنسلفانيا)      | مقاطعة ماكين (بنسلفانيا)                                  | 8,770              | 1879                       |
| بتلر (بنسلفانيا)          | مقاطعة بتلر (بنسلفانيا)                                   | 13,757             | 1918                       |
| كربونديل (بنسلفانيا)      | مقاطعة لاكاوانا (بنسلفانيا)                               | 8,891              | 1851                       |
| تشيستر (بنسلفانيا)        | مقاطعة ديلاوير (بنسلفانيا)                                | 33,972             | 1866                       |
| كليرتون (بنسلفانيا)       | مقاطعة أليني (بنسلفانيا)                                  | 6,796              | 1922                       |
| كوتسفيل (بنسلفانيا)       | مقاطعة تشيستر (بنسلفانيا)                                 | 13,100             | 1915                       |
| كونيلسفيل (بنسلفانيا)     | مقاطعة فاييت (بنسلفانيا)                                  | 7,637              | 1911                       |
| كوري (بنسلفانيا)          | مقاطعة إيري (بنسلفانيا)                                   | 6,605              | 1866                       |
| دوبويس (بنسلفانيا)        | مقاطعة كلرفيلد (بنسلفانيا)                                | 7,794              | 1914                       |
| دوكيوسن (بنسلفانيا)       | مقاطعة أليني (بنسلفانيا)                                  | 5,565              | 1918                       |
| إيستون                    | مقاطعة نورثهامبتون (بنسلفانيا)                            | 26,800             | 1887                       |
| إيري (بنسلفانيا)          | مقاطعة إيري (بنسلفانيا)                                   | 101,786            | 1851                       |
| فاريل (بنسلفانيا)         | مقاطعة ميرسر (بنسلفانيا)                                  | 5,111              | 1932                       |
| فرانكلين (بنسلفانيا)      | مقاطعة فينانغو (بنسلفانيا)                                | 6,545              | 1868                       |
| غرينسبورج (بنسلفانيا)     | مقاطعة ويستمورلاند (بنسلفانيا)                            | 14,892             | 1928                       |
| هاريسبرج (بنسلفانيا)      | مقاطعة دوفين (بنسلفانيا)                                  | 49,528             | 1860                       |
| هازلتون (بنسلفانيا)       | مقاطعة لوزيرن (بنسلفانيا)                                 | 25,340             | 1891                       |
| هيرميتاغ (بنسلفانيا)      | مقاطعة ميرسر (بنسلفانيا)                                  | 16,220             | 1976                       |
| جانيت (بنسلفانيا)         | مقاطعة ويستمورلاند (بنسلفانيا)                            | 9,654              | 1938                       |
| جونستاون (بنسلفانيا)      | مقاطعة كامبريا (بنسلفانيا)                                | 20,978             | 1889                       |
| لانكستر                   | مقاطعة لانكستر (بنسلفانيا)                                | 59,322             | 1818                       |
| لاتروب (بنسلفانيا)        | مقاطعة ويستمورلاند (بنسلفانيا)                            | 8,944              | 1999                       |
| لبنان (بنسلفانيا)         | مقاطعة لبنان (بنسلفانيا)                                  | 25,477             | 1885                       |
| لاك هيفن (بنسلفانيا)      | مقاطعة كلينتون (بنسلفانيا)                                | 9,772              | 1870                       |
| لور بوريل (بنسلفانيا)     | مقاطعة ويستمورلاند (بنسلفانيا)                            | 11,761             | 1959                       |
| ماكيسبورت (بنسلفانيا)     | مقاطعة أليني (بنسلفانيا)                                  | 19,731             | 1891                       |
| ميدفيل (بنسلفانيا)        | مقاطعة كروفورد (بنسلفانيا)                                | 13,388             | 1866                       |
| مونيسين                   | مقاطعة ويستمورلاند (بنسلفانيا)                            | 7,720              | 1921                       |
| مونونغاهيلا (بنسلفانيا)   | مقاطعة واشنطن (بنسلفانيا)                                 | 4,300              | 1873                       |
| نانتيكوك (بنسلفانيا)      | مقاطعة لوزيرن (بنسلفانيا)                                 | 10,465             | 1926                       |
| نيو كاسل (بنسلفانيا)      | مقاطعة لورنس (بنسلفانيا)                                  | 23,273             | 1869                       |
| نيو كنسينغتون (بنسلفانيا) | مقاطعة ويستمورلاند (بنسلفانيا)                            | 13,116             | 1934                       |
| أويل سيتي (بنسلفانيا)     | مقاطعة فينانغو (بنسلفانيا)                                | 10,557             | 1871                       |
| باركر (بنسلفانيا)         | مقاطعة أرمسترونغ (بنسلفانيا)                              | 840                | 1873                       |
| فيلادلفيا (بنسلفانيا)     | مقاطعة فيلادلفيا (بنسلفانيا)                              | 1,526,006          | 1701                       |
| بيتسبرغ (بنسلفانيا)       | مقاطعة أليني (بنسلفانيا)                                  | 305,704            | 1816                       |
| بيتستون (بنسلفانيا)       | مقاطعة لوزيرن (بنسلفانيا)                                 | 7,739              | 1894                       |
| بوتسفيل (بنسلفانيا)       | مقاطعة شيلكيل (بنسلفانيا)                                 | 14,324             | 1911                       |
| ريدينغ (بنسلفانيا)        | مقاطعة بركس (بنسلفانيا)                                   | 88,082             | 1847                       |
| سانت ماريز (بنسلفانيا)    | مقاطعة إلك (بنسلفانيا)                                    | 13,070             | 1992                       |
| سكرانتون (بنسلفانيا)      | مقاطعة لاكاوانا (بنسلفانيا)                               | 76,089             | 1866                       |
| شاموكين (بنسلفانيا)       | مقاطعة نورثمبرلاند (بنسلفانيا)                            | 7,374              | 1949                       |
| شارون (بنسلفانيا)         | مقاطعة ميرسر (بنسلفانيا)                                  | 14,038             | 1917                       |
| صنبوري (بنسلفانيا)        | مقاطعة نورثمبرلاند (بنسلفانيا)                            | 9,905              | 1920                       |
| تيتوسفيل (بنسلفانيا)      | مقاطعة كروفورد (بنسلفانيا)                                | 5,602              | 1866                       |
| يونيونتاون (بنسلفانيا)    | مقاطعة فاييت (بنسلفانيا)                                  | 10,372             | 1864                       |
| وارن (بنسلفانيا)          | مقاطعة وارين (بنسلفانيا)                                  | 9,710              | 1832                       |
| واشنطن (بنسلفانيا)        | مقاطعة واشنطن (بنسلفانيا)                                 | 13,663             | 1924                       |
| ويلكس بار (بنسلفانيا)     | مقاطعة لوزيرن (بنسلفانيا)                                 | 41,498             | 1871                       |
| ويليامسبورت (بنسلفانيا)   | مقاطعة ليكومينغ (بنسلفانيا)                               | 29,381             | 1866                       |
| يورك (بنسلفانيا)          | مقاطعة يورك (بنسلفانيا)                                   | 43,718             | 1887                       |